# Simona Marchesini
Simona Marchesini (née à Piombino, le 3 décembre 1963) est une linguiste italienne, spécialiste des langues « fragmentaires ».

## Biographie
Diplômée en archéologie de l'Université de Pise, étudiante de Carlo De Simone, docteur (PhD) en linguistique comparative et historique de l'université de Tübingen en 1996, chercheuse à l'École normale supérieure de Pise, professeur associé d'histoire des langues de l'Italie antique de l'Université de Vérone,,. Membre de l'Indogermanische Gesellschaft et de l'European Association of Archaeologists (EAA).
Simona Marchesini figure parmi les spécialistes du messapien et du rhétique.

## Publications
- Studi onomastici e sociolinguistici sull'Etruria arcaica: il caso di Caere, 1997.  Il  s'agit d'une étude des inscriptions étrusques du VIIe au Ve siècle av. J.-C., dans le but de détecter la mobilité sociale[5],[6],[7].
- (avec Carlo De Simone), Corpus Inscriptionum Messapicarum, Wiesbaden, 2002;
- Prosopographia Etrusca. Gentium Mobilitas, Rome, 2007;
- Le lingue frammentarie dell’Italia antica, Milan 2007;
- (it) « La lingua messapica », in Le lingue frammentarie dell'Italia antica, p. 139-155, Hoepli, Milan, 2009.
- (avec Carlo de Simone), La lamina di Demlfeld, Rome, 2013;
- (avec Rosa Roncador) Monumenta Linguae Raeticae, Rome 2015.
- (de) Über die rätische Inschrift aus Pfatten/Vadena, in Tiroler Landesmusem Ferdinandeum, Innsbruck, Wissenschaftliches Jahrbuch der Tiroler Landesmuseum, 2014, pp. 202-217.
- (avec Rosa Roncador) Monumenta Linguae Raeticae, Rome 2015.
- (en) (avec David Stifter), Inscriptions from Italo-Celtic burials in the Seminario Maggiore (Verona), in: Jacopo Tabolli (a cura di), From Invisible to Visible. New Methods and Data for the Archaeology of Infant and Child Burials in Pre-Roman Italy and Beyond, [= Studies in Mediterranean Archaeology 149], Nicosie 2018.
- (en) (avec Mara Migliavacca), The inscribed loom weights from Monte Loffa, Monti Lessini (Verona, Italy): can we “crack” the code?, in Textiles and Dyes in the Mediterranean Economy and Society, Purpureae Vestes VI, a cura di M.S. Busana, M. Gleba, F. Meo, A.R. Tricomi, Saragozza 2018.
- (de) Das Etruskische: Sprache und linguistische Stellung, in Die Etrusker, Exhibition Catalogue, Badisches Landes Museum Karlsruhe, 16 December-1 June 2018, pp. 74-75.